# مسجد جامع ورامین
مسجد جامع ورامین یا مسجد جمعهٔ ورامین مسجدی مربوط به دورهٔ ایلخانی و یکی از قدیمی‌ترین ساختمان‌های شهر ورامین است. ساخت مسجد در دورهٔ سلطان محمد خدابنده آغاز و و در زمان حکومت پسرش، ابوسعید بهادرخان در ۷۲۲ هجری به پایان رسید.

## توصیف بنا
نقشهٔ بنا مستطیلی شکل است و ابعادی در حدود ۶۶ متر طول و ۴۳ متر عرض دارد.مسجد امروزه به شکل تقریباً کامل در میان میدانی شهری قرار دارد. نقشهٔ منظم و چهارگوشی دارد و بنای دیگری به آن متصل نیست. در سه جدارهٔ خارجی نماسازی وجود دارد ولی در جبههٔ جنوبی-قبلی نماسازی ندارد. نقشهٔ این مسجد چهارایوانی است و شامل سردر در شمال، شبستان در جنوب، رواق در شرق و غرب است. محمدکریم پیرنیا این بنا را در دسته‌بندی خود در سبک معماری آذری قرار می‌دهد. سردر مسجد بلند و کشیده به‌سان دیگر بناهای ایلخانی است و کاشی کاری معرق دارد. و طبق یافته‌های باستانشناسی احتمالاً حوض و آب انباری در جلوی ورودی مسجد قرار داشته‌اند. گنبدخانهٔ مسجد اتاقی مربعی شکل به ابعاد ۱۰/۵ در ۱۰/۵ متر است که به کمک فیل‌پوشها به هشت ضلعی، سپس شانزده‌ضلعی و در نهایت به گنبد تبدیل می‌شود. گنبد و بدنهٔ گنبدخانه با آجر و گچ تزئین شده‌است. پیرنیا معتقد است گنبد دو پوسته بوده و پوستهٔ رویی از بین رفته و فقط پوستهٔ زیرین (آهیانه) باقی مانده‌است. رواق شرقی که یک ردیف رواق است نیز مدخلی به بیرون دارد که در قیاس با سردر اصلی، مدخلی فرعی محسوب می‌شود. رواق غربی اما هیچ مدخلی ندارد و از دو ردیف ستون تشکیل شده‌است. این رواق پیشتر کاملاً تخریب شده بود و در مرمت بنا دوباره ساخته شده‌است.

## تاریخچه و مرمّت‌ها
در سدهٔ ششم هجری، خاندان ابوسعد ورامینی مسجدی جامع در ورامین ساختند؛ اما بنای کنونی در سال ۷۲۲ هجری به دستور عزالدین قوهدی احداث شد. به نظر می‌رسد به علت حادثه‌ای دچار خرابی شد و در سدهٔ نهم، امیر یوسف خواجه دستور مرمت بنا را داد. پس از آن به مدت ۵۰۰ سال در بنا ساخت و سازی نشد. به طوری که ژان دیولافوا، که در دورهٔ قاجار از مسجد بازدید کرده بود، نوشته است که هیچ‌کس در آن نماز نمی‌خواند و «فرنگی‌های کافر» می‌توانند آزادانه از آن بازدید کنند. این مسجد در سال ۱۳۱۰ شمسی در ایران ثبت ملی شد و حریم فعلی آن تعریف شد. در سالهای ۱۳۴۵ و ۱۳۵۴ مورد کاوش باستان شناسان قرار گرفته و در دههٔ ۶۰ بنا مرمت شد.